# Marschflugkörper

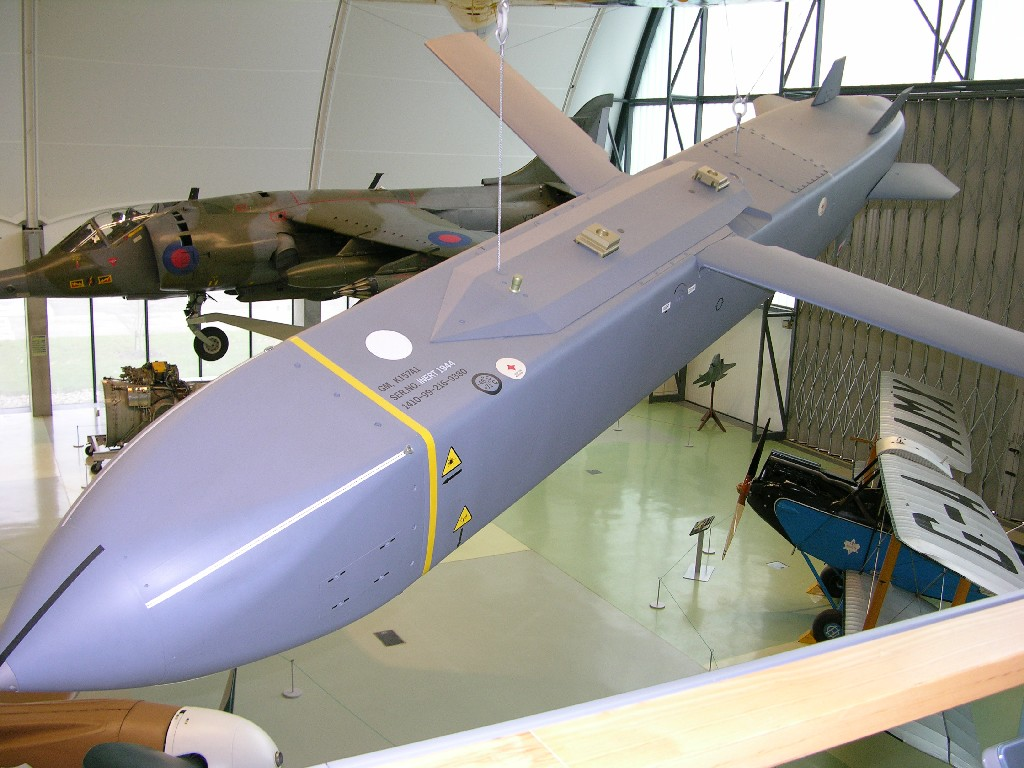
MBDA Storm Shadow der Royal Air Force

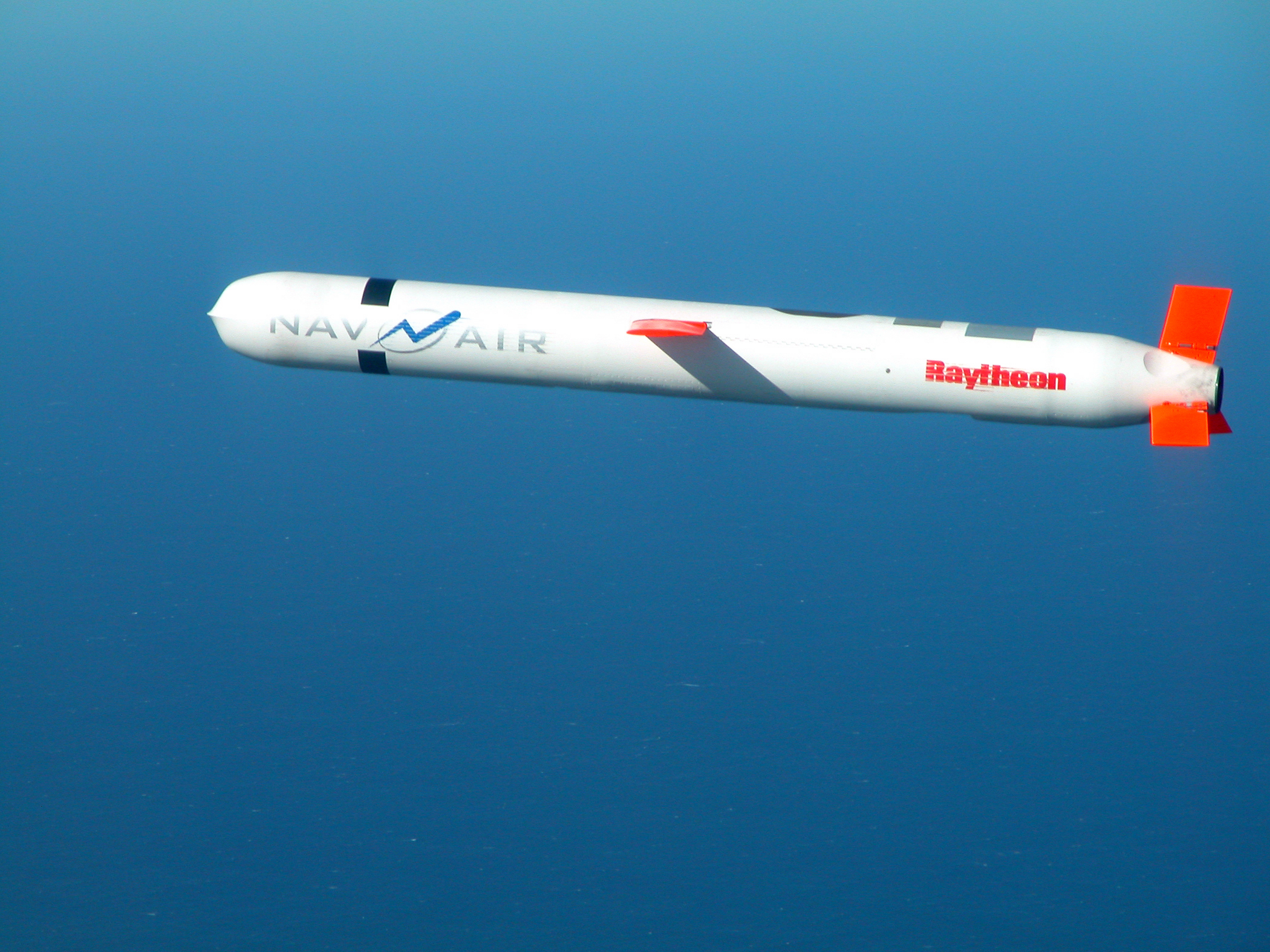
BGM-109 Tomahawk der US Navy

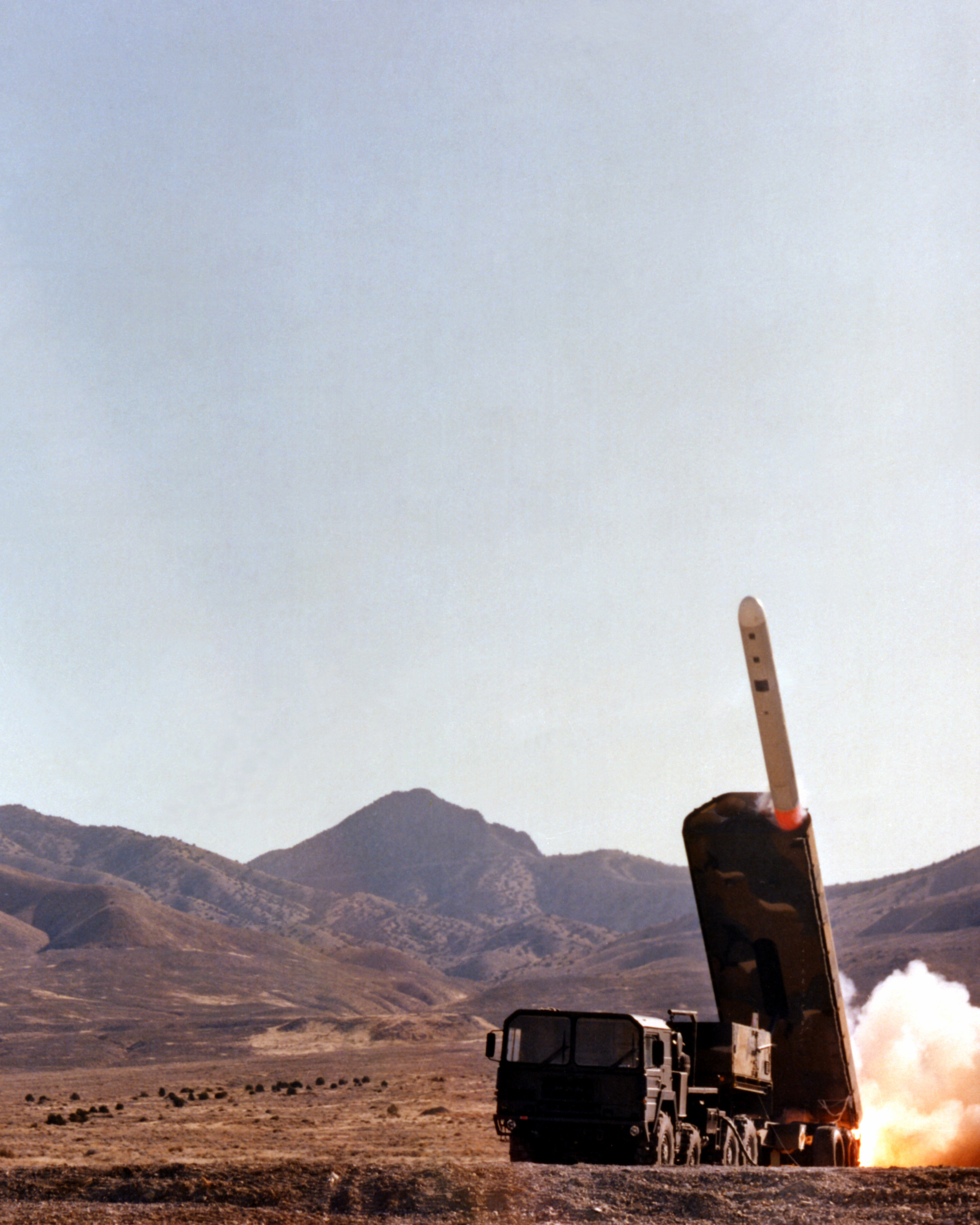
Landgestützter Marschflugkörper: Start einer BGM-109G Gryphon Gryphon Ground-Launched Cruise Missile

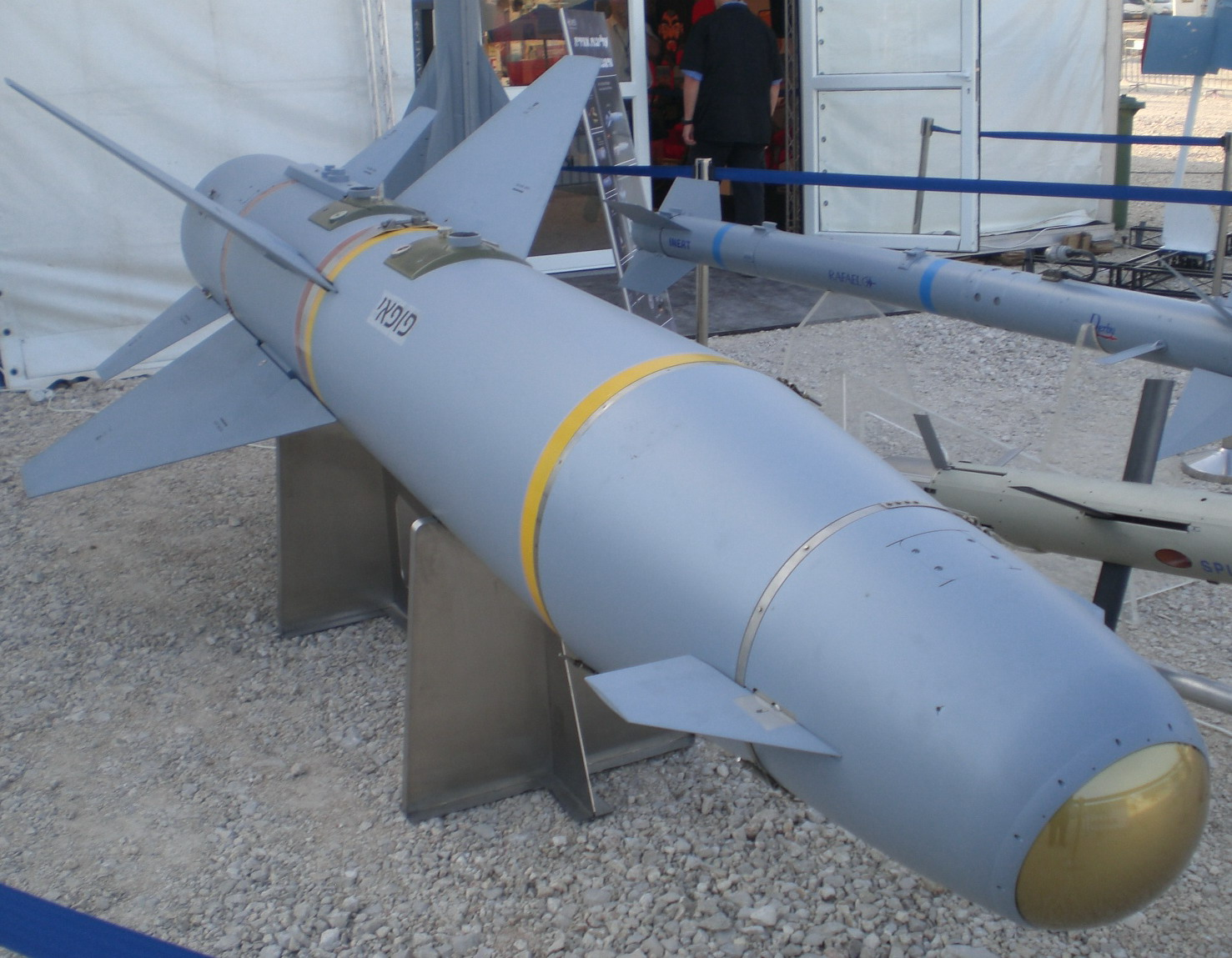
AGM-142 der Israelischen Armee

Ein Marschflugkörper (Zusammensetzung aus Marsch und Flugkörper; Lehnübertragung nach englisch cruise missile, so auch eingedeutscht: Cruise-Missile / Cruisemissile; in der ehemaligen DDR: Flügelrakete nach russisch крылатая ракета krylataja raketa, deutsch ‚be-/geflügelte Rakete‘) ist ein unbemannter Lenkflugkörper, der sich selbst ins Ziel steuert und mit einem Sprengkopf ausgerüstet ist.
Er unterscheidet sich von Raketen, insbesondere ballistischen Raketen durch den aerodynamischen Flug in geringer Höhe über dem Boden.
Der Antrieb erfolgt im Allgemeinen durch ein Mantelstromtriebwerk. Luftschrauben sind unüblich, jedoch denkbar. Für den schnellen Endanlauf kann – nach Abwurf der Marschsektion ein – Raketentriebwerk zum Einsatz kommen. Die neuesten Marschflugkörper nutzen Staustrahltriebwerke.
Die Navigation erfolgt meist durch eine Kombination von Trägheitsnavigation, Gelände-Kontur-Abgleich, Zielgebiets-Bild-Abgleich (Digital Scene-Mapping Area Correlator, DSMAC) und Satellitennavigation, teils auch mit Unterstützung durch ein Synthetic Aperture Radar.
Die Waffe kann von U-Booten, Schiffen, Flugzeugen oder von Land gestartet werden und fliegt mit einer Höhe von 15 bis 100 Metern so niedrig, dass sie nur schwer vom gegnerischen Radar erfasst werden kann. Auch für Infrarot-Sensoren ist sie auf Grund ihrer geringen Wärmeausstrahlung nur schwer erkennbar.

## Militärische Klassifizierungen
| Englischsprachige Bezeichnung         | Deutschsprachige Bezeichnung        |
| ------------------------------------- | ----------------------------------- |
| Air-Launched Cruise Missile (ALCM)    | Luftgestützter Marschflugkörper     |
| Ground-Launched Cruise Missile (GLCM) | Landgestützter Marschflugkörper     |
| Sea-Launched Cruise Missile (SLCM)    | Seegestützter Marschflugkörper      |
| Land-Attack Cruise Missile (LACM)     | Marschflugkörper gegen Landziele    |
| Anti-Ship Cruise Missile (ASCM)       | Marschflugkörper gegen Schiffsziele |

## Herstellerländer
- Brasilien
- Deutschland
- Frankreich
- Indien
- Iran
- Israel
- Nordkorea
- Norwegen
- Pakistan
- Russland
- Schweden
- Türkei
- Ukraine
- Vereinigtes Königreich
- Vereinigte Staaten
- Volksrepublik China
- Taiwan

## Kategorisierungen
Moderne Marschflugkörper können nach ihrer Größe, Geschwindigkeit und Reichweite kategorisiert werden.
| Geschwindigkeitsbereich                 | Beispiele von Waffensystemen |
| --------------------------------------- | --- |
| Hypersonic (Hyperschallgeschwindigkeit) | BrahMos-II (in Entwicklung), SS-N-33 Zirkon, Future Cruise/Anti-Ship Weapon (in Entwicklung), Kh-90 |
| Supersonic (Überschallgeschwindigkeit)  | ASMP-Lenkwaffe, PJ-10 BrahMos-I, 3M54 Klub (SS-N-27A Sizzler), P-1000 Vulkan (SS-N-12 Sandbox), P-800 Oniks (SS-N-26 Strobile)                                                                                                   |
| Subsonic (Unterschallgeschwindigkeit)   | AGM-86, AGM-158 JASSM, BGM-109 Tomahawk, Ch-55, Ch-101, Delilah, DongHai 10, Hatf VII Babur, Noor, R-360 Neptun, Ra'ad, SOM, Storm Shadow / SCALP, Taurus KEPD 350, Kong Di-63, Hsiung Feng IIE (HS-2E), Hyonmu-3A (Cheon Ryong) |

## Entwicklung

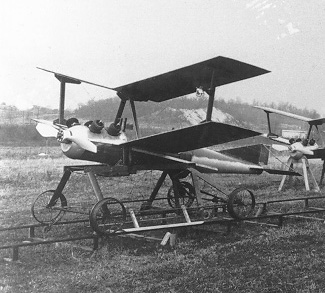
Kettering Bug (1918)

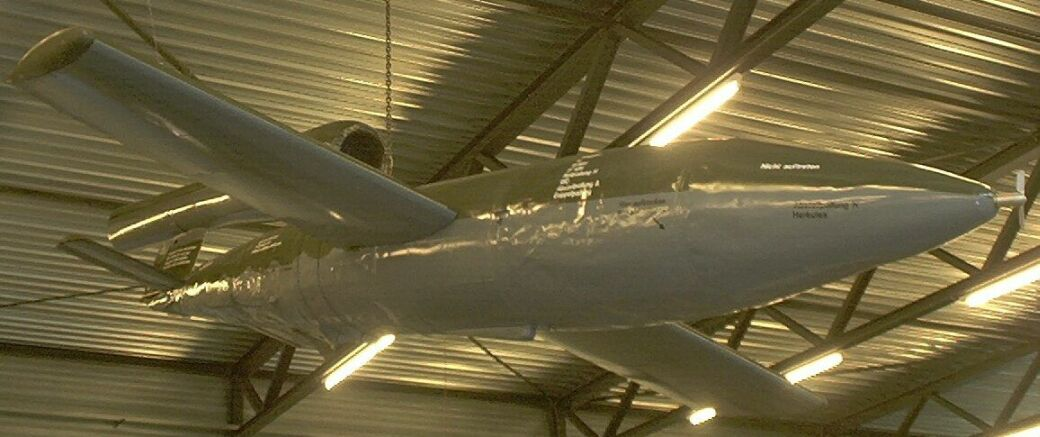
Fieseler Fi 103, bekannter als „V1“ – Vorläufer der modernen Marschflugkörper.

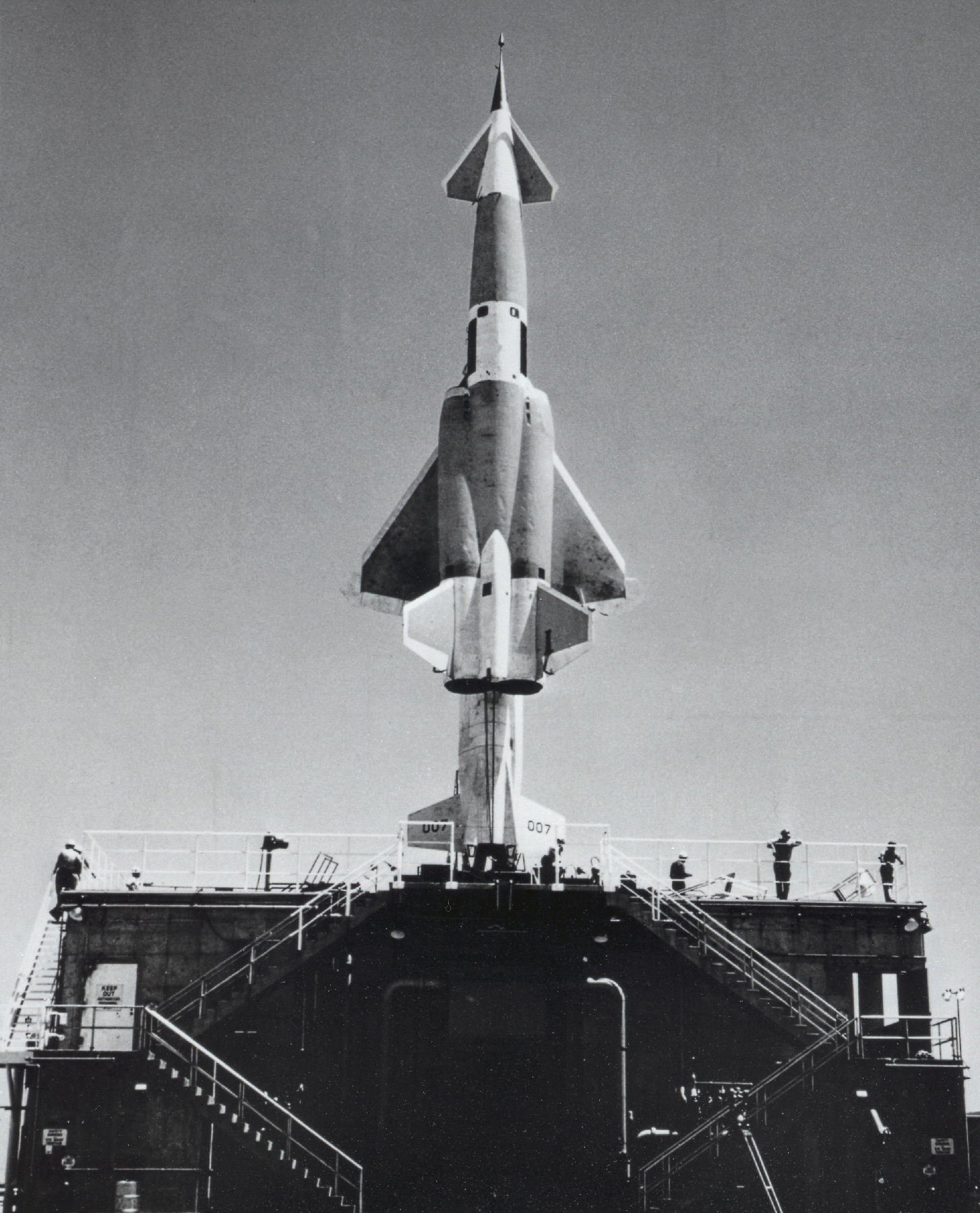
SM-64 Navaho – experimenteller, interkontinentaler, Mach-3 schneller Marschflugkörper der USA von 1956

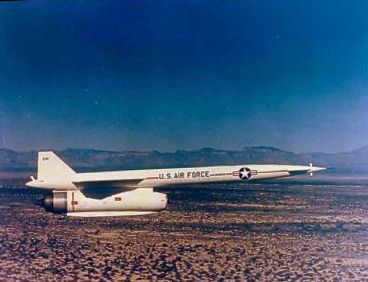
AGM-28 Hound Dog war 1959 der erste Marschflugkörper, der mit einer Kernwaffe bestückt wurde

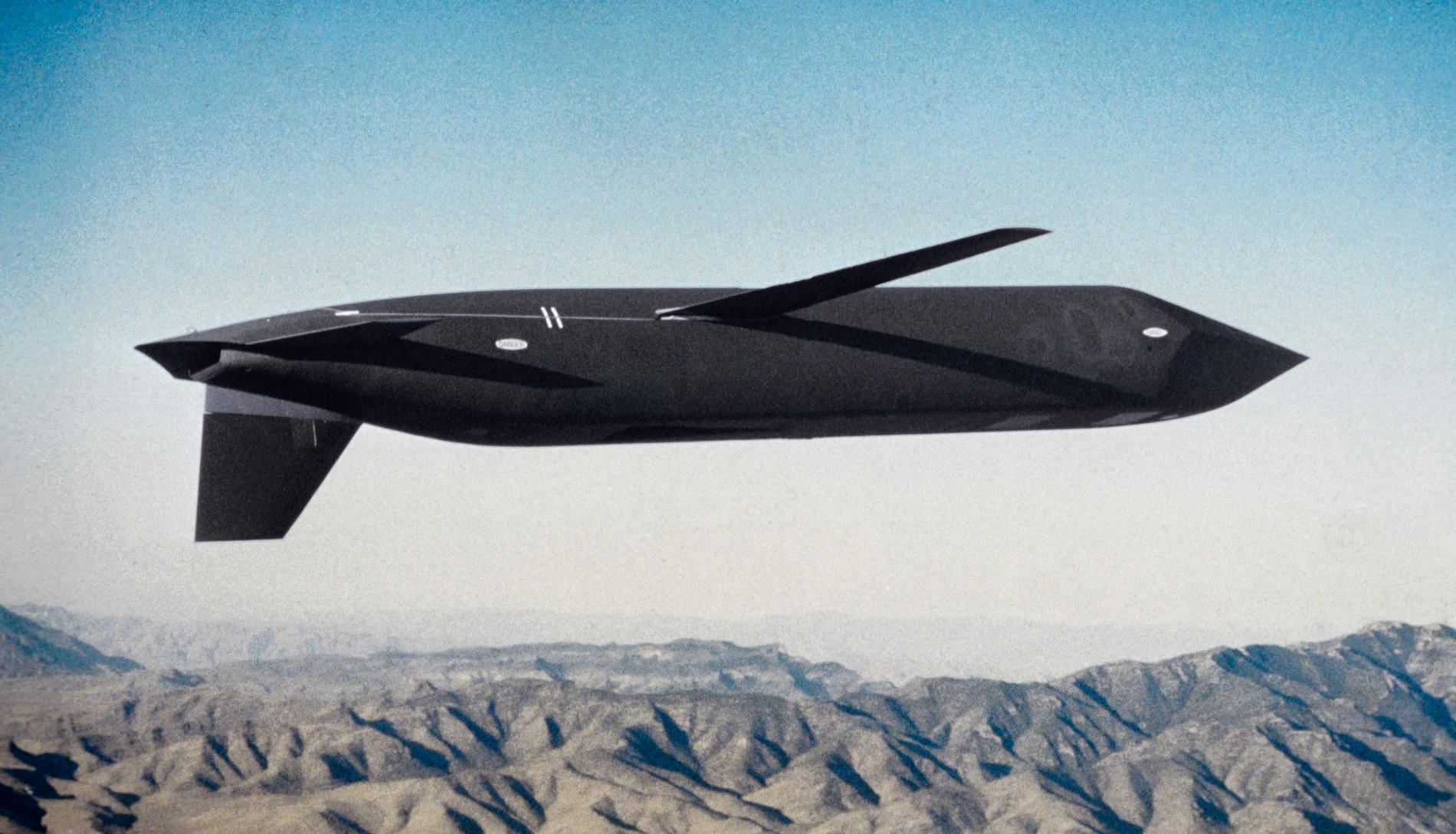
US-Langstrecken-Marschflugkörper AGM-129 Advanced Cruise Missile mit verringertem Radarquerschnitt (siehe Tarnkappentechnik)

Bereits im Ersten Weltkrieg hatte es bei den kriegsführenden Armeen einige Versuche gegeben. 1917 bis 1920 wurde in den USA der Kettering Bug entwickelt. Ein selbständig gesteuerter unbemannter aerial torpedo (nicht zu verwechseln mit der deutschen Bezeichnung Lufttorpedo; dieser hatte bei etwa 250 kg Gewicht eine Reichweite von über 100 km) erlangte während des Krieges keine Serienreife; die Entwicklung wurde später aufgegeben.
In Deutschland wurden bereits im Herbst 1915 mit dem Heeresluftschiff P IV (Parseval PL 16) in Berlin-Biesdorf Torpedogleiter-Versuche vom Hersteller Siemens-Schuckert unternommen. Später folgten ebenfalls in Biesdorf Versuche mit dem Heeres-PL 25. Im Sommer 1917 wurden in Hannover (Lufthafen Vahrenwalder Heide) mit dem Heeresluftschiff Z XII (LZ 26) Torpedogleiter abgeworfen und ferngesteuert. Die Marineluftschiffe L 25 (ex Heeresluftschiff LZ 88) und L 35 unternahmen ebenfalls vom Sommer 1917 an bis zum Kriegsende 1918 Versuche mit Torpedogleitern an verschiedenen Orten, unter anderem auf dem Zentralluftschiffhafen Jüterbog. Der letzte Siemens-Schuckert-Torpedogleiter wurde am 2. August 1918 abgeworfen. Der Gleiter wog 1000 kg, flog 7,6 km weit und wurde aus 1.200 Metern Höhe abgeworfen. Beim Waffenstillstand im November 1918 hatte Siemens-Schuckert gerade eine neue Versuchsserie in Nordholz begonnen. Es ging dabei um das Riesenflugzeug R VIII (auch von Siemens-Schuckert gebaut), es kam aber nicht zu einem Abwurf. Siemens-Schuckert baute bis November 1918 etwa 100 Torpedogleiter.
In Porz-Westhoven bei Köln entwickelte die Mannesmann-MULAG um 1918 unter der Leitung von Villehad Forssman im Auftrag des Reichsmarineamtes unter dem Decknamen Fledermaus einen drahtferngesteuerten, damals auch „Lufttorpedo“ genannten Lenkflugkörper. Die Erprobung fand auf einem Truppenübungsgelände bei Wahn und Spich statt. Nach dem Wechsel von Siemens wirkte Forssmann in Westhoven am Bau des Riesenflugzeugs Riese von Poll mit, das allerdings nie fertig gebaut wurde. In den 1930er Jahren betrieb das NS-Regime die Aufrüstung der Wehrmacht. Mehrere aus der Luft abwerfbare Torpedos („LT F5b“, auch als „Lufttorpedos“ bezeichnet) wurden erprobt. Das Unternehmen Blohm & Voss entwickelte 1942 den L 10 „Friedensengel“, der am Außenflügel der Junkers Ju 88A-4 befestigt wurde. Von dieser Weiterentwicklung der F5b wurden 450 Stück produziert. Der Nachfolgetyp hieß „L 11 – Schneewittchen“.
Von 1936 bis 1940 fanden in der Sowjetunion Versuche mit der RNII 212 statt.
In eine ganz andere Richtung und Dimension ging dann der Vorläufer der modernen Marschflugkörper, die deutsche „Vergeltungswaffe“ V1, die im Zweiten Weltkrieg für Angriffe auf London und Antwerpen genutzt wurde. Er war nur mit einem einfachen Autopiloten ausgerüstet. Dieser konnte den Marschflugkörper nach Kompasskurs, Flugzeit und Flughöhe steuern.
Die erreichte Zielgenauigkeit lag bei einer Kampfentfernung von 250 km bei 12 km. Das mag gering erscheinen, war aber bei einem Flächenziel wie London (40 km × 50 km) bei einem Einsatz als Terrorwaffe gegen die Zivilbevölkerung ausreichend.
In den 1950er Jahren entwickelten die USA und auch die Sowjetunion eine Reihe von Langstrecken-Marschflugkörpern mit interkontinentalen Reichweiten (USA: SM-62 Snark und SM-64 Navaho; Sowjetunion: Lawotschkin La-350 „Burja“). Technisch besonders ehrgeizig war das US-Projekt Pluto, das ein nukleares Staustrahltriebwerk vorsah. Der Flugkörper sollte nach Abwurf der Bomben mit Mach 3 im Tiefflug weitere Minuten oder Stunden über feindlichem Gebiet kreisen, um weitere Gebiete radioaktiv zu kontaminieren und durch die Überschalldruckwelle zu zerstören. Das Projekt wurde 1964 nach durchaus erfolgreichen Testläufen eingestellt, weil es der damaligen US-Regierung (Kabinett Lyndon B. Johnson) als zu provokativ erschien. Alle diese Projekte wurden wegen der Einführung ballistischer Interkontinentalraketen (ICBM) beendet.
1972 begann man bei General Dynamics (heute Raytheon Missile Systems) mit der Entwicklung der AGM/BGM/RGM/UGM-109 Tomahawk, deren Ziel es war, einen Marschflugkörper zu entwickeln, der von Schiffen, U-Booten, Flugzeugen und Fahrzeugen aus eingesetzt werden konnte. Er sollte gegen strategische Landziele sowie Schiffe zum Einsatz kommen. Seit 1983 wurden die BGM-109G Gryphon-Marschflugkörper an die US-Streitkräfte in Europa ausgeliefert. Sie waren neben der Pershing 2 Gegenstand des umstrittenen NATO-Doppelbeschlusses. Ab 1982 entwickelten die Vereinigten Staaten mit dem AGM-129 einen nuklear bestückten Marschflugkörper, der dank Stealth-Technologie auch von fliegenden sowjetischen Radarsystemen nur schwer entdeckt werden konnte. 1991 zerfiel die Sowjetunion; 1993 beendeten die USA die Produktion nach der Fertigstellung von 460 Stück.
In der Sowjetunion entstanden während der 1980er Jahre als Gegenstücke zu dem US-amerikanischen Tomahawk und CALCM drei Marschflugkörper: der luftgestützte Ch-55, der U-Boot-basierte SS-N-21 Sampson und der fahrzeuggebundene SS-C-4 Slingshot. In den 1990er Jahren wurde in Russland der strategische Marschflugkörper Ch-101 entwickelt.
Moderne Marschflugkörper vom Typ Tomahawk und CALCM bildeten sowohl im Zweiten als auch Dritten Golfkrieg die jeweils erste Welle der US-amerikanischen Angriffe, um mit geringem Risiko für die eigenen Truppen die irakische Flugabwehr zu neutralisieren. Der Systempreis für die dabei eingesetzten seegestützten BGM-109-Tomahawk-Marschflugkörper betrug zwischen 600.000 und 1 Mio. US-Dollar.
In den 1990er-Jahren begannen auch mehrere europäische Nationen mit der Entwicklung luftgestützter Marschflugkörper. Im Irakkrieg 2003 setzte die Royal Air Force erstmals den britischen Marschflugkörper Storm Shadow ein.
Indien hat zusammen mit Russland den BrahMos-Flugkörper entwickelt, der mit 3.000 kg Startgewicht und bis zu Mach 2,8 der (Stand 2015) größte und schnellste Marschflugkörper ist. Der erste Test fand im Juni 2001 statt, die Produktion begann 2004. Der sich derzeit (Juni 2015) noch in Entwicklung befindende Flugkörper BrahMos II soll mit Geschwindigkeiten von Mach 5 bis 7 Hyperschallgeschwindigkeit erreichen, die ersten Testflüge waren für 2017 geplant. Im März 2013 und Oktober 2014 testete Indien erstmals einen neu entwickelten atomar bestückbaren Langstrecken-Marschflugkörper; er hieß Nirbhay.
In Westdeutschland wurde bereits zu Zeiten des Kalten Krieges an der Entwicklung von Marschflugkörpern gearbeitet (an der staatlichen DFVLR, der Vorgängerin des heutigen DLR). In diese Arbeiten waren auch Unternehmen wie MBB, Rheinmetall und Dornier eingebunden. Spätere Entwicklungen erfolgten gemeinsam mit Schweden und mündeten in den Marschflugkörper Taurus, der 2005 in Serienproduktion ging.
Pakistan testete im August 2005 erfolgreich seinen Marschflugkörper vom Typ Hatf VII Babur mit einer Reichweite von 700 km. Er kann mit Atomsprengköpfen bestückt werden. Südkorea entwickelte eigene Marschflugkörper und stellte 2006 den Typ Hyonmu-3A (auch bekannt als Cheon Ryong) mit einer Reichweite bis 500 km in Dienst. Die Volksrepublik China entwickelte nach US-Angaben 2007 einen Marschflugkörper vom Typ DongHai 10 (DH-10) mit einer Reichweite von 2.000 km.
2007 hatten 70 Staaten laut Schätzungen insgesamt bis zu 80.000 Marschflugkörper.
Im März 2018 widmete der russische Präsident Wladimir Putin ein Drittel seiner Rede an die Nation der Präsentation von angeblich unbesiegbaren Nuklearwaffen, darunter ein nuklear angetriebener Marschflugkörper (Burewestnik) mit unbegrenzter Reichweite. Im Dezember 2018 warfen alle NATO-Staaten Russland die Entwicklung eines nuklear bestückten Marschflugkörpers mit der Bezeichnung Novator 9M729 (NATO-Codename SS-C-8 Screwdriver) und damit die Verletzung des INF-Vertrages vor. Russland dementierte die mögliche Reichweite.
Im Rahmen der Trinity-House-Vereinbarung entwickeln Deutschland und das Vereinigte Königreich einen Langstrecken-Marschflugkörper: Deep Precision Strike Capability (DPSC).

## Bekämpfung von Marschflugkörpern
Alsbald ein sich im Anflug befindlicher Marschflugkörper entdeckt worden ist, hat die angegriffene Seite entsprechend Marschgeschwindigkeit und Entfernung zum wahrscheinlichen Ziel, Zeit für die Zielerfassung, Feuerleitung und Zielbekämpfung. Unwahrscheinlich, dass eins oder mehrere z. B. Flugabwehrkanonenpanzer Gepard zügig genug verlegen könnten. Solche Bekämpfungsmittel, müssen sich in der Einflugschneise befinden, damit eine Zerstörung überhaupt in Frage kommt.
Mit modernen Luft-Luft-Raketen wie beispielsweise der AIM-120 AMRAAM können Abfangjäger Marschflugkörper bekämpfen. Vom Boden aus ist dies durch mehrere vernetzte und radargesteuerte Flugabwehrraketen und Flugabwehrkanonen möglich.

## Missile Mail
Die US-Post ließ am 8. Juni 1959 einmalig die Navy mit dem Start eines begleiteten Cruise-Missiles vom U-Boot USS Barbero aus 3000 Briefe in 22 Minuten etwa 100 Meilen weit zur Mayport Naval Station bei Jacksonville, Florida, transportieren.